# Коэффициент масштаба
Коэффицие́нт масшта́ба — это параметр вероятностного распределения. Физически конкретное значение данного параметра может быть связано с выбором шкалы измерения.

## Определение
Пусть дано параметрическое семейство вероятностных распределений, характеризованных их функцией вероятности или плотностью вероятности {\displaystyle f(x;a)}, где {\displaystyle a\in \mathbb {R} ,\;a>0} — фиксированный параметр. Этот параметр называется коэффициентом масштаба, если имеет место представление:
{\displaystyle f(x;a)={\frac {1}{a}}\,f\left({\frac {x}{a}}\right)},
где {\displaystyle f(x)} — фиксированная функция вероятности или плотность вероятности.

## Замечание
- Легко видеть, что если {\displaystyle f(x)} — функция или плотность вероятности, то и {\displaystyle f(x;a)} соответственно функция или плотность вероятности для любого {\displaystyle a>0}.

## Пример
Пусть случайная величина {\displaystyle X} представляет собой рост в метрах случайно выбранного человека. Предположим, что распределение {\displaystyle X} имеет плотность {\displaystyle f_{X}(x)}. Определим случайную величину {\displaystyle Y} как рост случайно выбранного человека в сантиметрах. Тогда её плотность имеет вид
{\displaystyle f_{Y}(y)={\frac {1}{100}}\,f_{X}\left({\frac {y}{100}}\right)}.